# Генріх Вільке
Генріх Вільке (нім. Heinrich Wilke; 21 лютого 1921, Білефельд — 23 червня 1983, Каарст) — німецький військовик, фельдфебель люфтваффе. Кавалер Лицарського хреста Залізного хреста.

## Біографія
Під час Другої світової війни Вільке був незмінним бортрадистом льотчика-аса Пауля Цорнера. Учасник Німецько-радянської війни і оборони Німеччини. Він взяв участь у всіх 110 бойових вильотах Цорнера в якості нічного льотчика-винищувача, під час яких той здобув 59 нічних перемог. Вільке став одним із п'яти бортрадистів нічної винищувальної авіації, нагороджених Лицарським хрестом Залізного хреста.

## Нагороди
- Нагрудний знак бортрадиста
- Залізний хрест 2-го і 1-го класу
- Німецький хрест в золоті (1 жовтня 1944)
- Лицарський хрест Залізного хреста (25 листопада 1944)
- Авіаційна планка нічного винищувача в золоті